# Introducing Lee Perry
Az Introducing Lee Perry egy 1995-ös lemez a Lee Perry-től.

## Számok
1. Coolie Rule
2. Who Shot King Tubby
3. I Am The Emporer
4. Happy Birthday
5. Return To Chase Satan
6. Rebuild Jamaica
7. Free Us
8. Collect The Money
9. Working Man
10. Two Mad Man Dub
11. Enter The Dragon
12. Kung Fu Man